# Nancy-sur-Cluses
Nancy-sur-Cluses – miejscowość i gmina we Francji, w regionie Owernia-Rodan-Alpy, w departamencie Górna Sabaudia.
Według danych na rok 1990 gminę zamieszkiwały 304 osoby, a gęstość zaludnienia wynosiła 21 osób/km² (wśród 2880 gmin regionu Rodan-Alpy Nancy-sur-Cluses plasuje się na 1325. miejscu pod względem liczby ludności, natomiast pod względem powierzchni na miejscu 808.).